# Fraizer Campbell
Fraizer Lee Campbell (* 13. September 1987 in Huddersfield) ist ein englischer Fußballspieler, der zuletzt für Huddersfield Town aktiv war.

## Karriere
Der Stürmer bekam seinen ersten Vertrag bei Manchester United am 1. Juli 2004. Seinen ersten großen Einsatz hatte er beim Abschiedsspiel von Roy Keane am 9. Mai 2006, wo er eingewechselt wurde. Das erste Tor für die Red Devils schoss Campbell in der Vorbereitungszeit der Saison 2006/07 gegen Macclesfield Town. Am Anfang der Saison 2006/07 wurde der Engländer nach Belgien zu Royal Antwerpen verliehen, wo er den Spitznamen „Super Campbell“ erhielt. Sein erstes Spiel in der Premier League bestritt Campbell am 17. August 2008, als er beim Saisonauftakt gegen Newcastle United neben Wayne Rooney in der Startaufstellung stand. Am 1. September 2008 wurde er für eine Spielzeit an Tottenham Hotspur ausgeliehen. Im Juli 2009 wurde er beim AFC Sunderland unter Vertrag genommen.
Am 23. Februar 2012 absolvierte er bei der 2:3-Niederlage gegen die Niederlande sein erstes und bisher einziges A-Länderspiel.
Nach vier Jahren in Sunderland wechselte er im Winter 2013 zu Cardiff City. Nachdem Cardiff in der Saison 2013/14 als Schlusslicht der Tabelle in die Football League Championship abgestiegen war, wechselte Campell für ca. 1,1 Millionen Euro zu Crystal Palace.